# سر السيدة أودلي (رواية)
سر السيدة أودلي هي رواية مثيرة للدهشة من تأليف ماري إليزابيث برادون نُشرت في 26 مايو 1862. لقد كانت رواية برادون الأكثر نجاحًا وشهرة. وصف الناقد جون ساذرلاند (1989) العمل بأنه "الأكثر نجاحًا من بين كل روايات الإثارة". تدور أحداث القصة حول " الزواج المتعدد العرضي" والذي كان شائعًا في الأدب في أوائل ستينيات القرن التاسع عشر. لُخصت الحبكة من قبل الناقدة الأدبية إلين شوولتر (1982): "تتخلى بطلة برادون المتعددة الزيجات عن طفلها، وتدفع زوجها الأول في بئر، وتفكر في تسميم زوجها الثاني وتشعل النار في فندق يقيم فيه معارفها الذكور الآخرون". تعكس عناصر الرواية موضوعات قضية كونستانس كينت الحقيقية في يونيو 1860 والتي استحوذت على اهتمام الأمة لسنوات. ظهرت رواية برادون الثانية عن تعدد الزيجات، "أورورا فلويد "، في عام 1863. وضع برادون أحداث القصة في قاعة إنجاتستون، إسيكس، مستوحاة من زيارة قام بها إلى هناك. أُنتجت ثلاثة أفلام صامتة مقتبسة من الرواية، ونسخة تلفزيونية واحدة في المملكة المتحدة عام 2000، وثلاثة إصدارات مسرحية صغيرة.

## حبكة

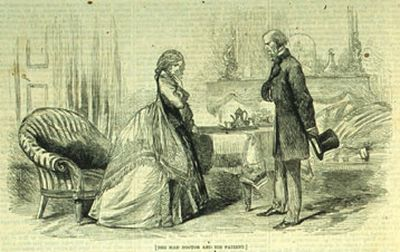
مشهد الإعتراف من إصدار المجلة المتسلسل

تبدأ أحداث الرواية في يونيو 1857 بزواج لوسي جراهام وسير مايكل أودلي. لوسي هي امرأة شابة جميلة تسحر كل من يلتقيها تقريبًا. السير مايكل هو رجل أرمل طيب القلب، ثري، في منتصف العمر. ماضي لوسي غير واضح‘ قبل زواجها من السير مايكل عملت كمربية لأطفال الطبيب المحلي السيد داوسون، وقبل ذلك كانت في خدمة السيدة فينسينت. لم يكن معروفًا عنها إلا القليل قبل ذلك. وبعد فترة وجيزة من الزواج، يرحب ابن شقيق السير مايكل، المحامي روبرت أودلي، بصديقه القديم جورج تالبويز في إنجلترا.
قبل ثلاث سنوات، ورغم زواجه السعيد، كان الوضع المالي لجورج يائسًا. غادر إلى أستراليا بحثًا عن ثروة في التنقيب عن الذهب. لقد ترك خلفه في إنجلترا زوجته الشابة هيلين، التي أصبح الآن حريصًا على معرفة أخبارها. يقرأ في الصحيفة أنها ماتت، وبعد أن يزور منزلها للتأكد من هذا الأمر، يشعر باليأس. يهتم روبرت أودلي بصديقه، وعلى أمل تشتيت انتباهه، يعرض عليه أن يأخذه إلى قصر عمه الثري في الريف. كان لدى جورج طفل اسمه جورجي، والذي كان تحت رعاية الملازم مالدون، والد زوجة جورج. انطلق روبرت وجورج لزيارة جورجي، وقرر جورج أن يجعل روبرت وصيًا على جورجي الصغير ووصيًا عليه بمبلغ 20 ألف جنيه إسترليني مسجل باسم الصبي. بعد تسوية مسألة الوصاية على الصبي، انطلق الاثنان لزيارة السير مايكل.
أثناء وجودها في قصر أودلي كورت الريفي، تتجنب السيدة أودلي مقابلة جورج. عندما يسعى الاثنان لمقابلة السيدة أودلي الجديدة، فإنها تقدم العديد من الأعذار وتتجنب زياراتهما. أثناء غيابها، تحصر عاصفة رعدية جورج وروبرت داخل محكمة أودلي، ويُعرض عليهما صورة السيدة أودلي. عند النظر إلى صديقه، لاحظ روبرت أن جورج يبدو مضطربًا، وعزا مزاجه المضطرب إلى العاصفة. وبعد فترة قصيرة يختفي جورج. روبرت في حيرة. على الرغم من عدم رغبته في تصديق أن جورج قد غادر دون سابق إنذار، بدأ روبرت في البحث في ظروف اختفائه.
أثناء البحث عن صديقه، يلاحظ روبرت الأحداث المحيطة باختفاء جورج. يظهر اسم السيدة أودلي بشكل متكرر في هذه المذكرات، وإلى حزنه الشديد، بدأت الأدلة تتراكم ضدها. في إحدى الليالي، يكشف جورج عن ملاحظاته للسيدة أودلي، بما في ذلك أن جورج كان في حوزته العديد من رسائل زوجته السابقة. تتوجه السيدة أودلي إلى لندن، حيث يتم حفظ الرسائل. يتبعها روبرت.
ومع ذلك، عندما يصل، يكتشف أن ممتلكات جورج قد تعرضت للسرقة وأن الرسائل مفقودة. ومع ذلك، لا يزال هناك شيء واحد لا يزال قائما - وهو كتاب به ملاحظة كتبتها زوجة جورج، تتطابق مع خط يد السيدة أودلي. وهذا يؤكد شكوك روبرت بأن السيدة أودلي متورطة في اختفاء جورج؛ كما يقود روبرت إلى استنتاج أن السيدة أودلي هي في الواقع زوجة جورج الميتة المفترضة.
يشك روبرت في الأسوأ بشأن السيدة أودلي ويخشى على حياة الصغير جورجي، فيسافر إلى منزل الملازم مالدون ويطالب بامتلاك الصبي. بمجرد أن يضع روبرت جورجي تحت سيطرته، فإنه يضع الصبي في مدرسة يديرها السيد مارشمونت. بعد ذلك، يزور روبرت والد جورج، السيد هاركورت تالبويز، ويواجه الإسكواير بوفاة ابنه. يستمع هاركورت إلى القصة بلا اهتمام. أثناء زيارته لقصر تالبويز، انبهر روبرت بأخت جورج كلارا، التي تشبه جورج بشكل مذهل. شغف كلارا بالعثور على شقيقها يحفز روبرت.
واصل روبرت البحث عن الأدلة. في فبراير 1859 يتلقى إشعارًا بأن عمه مريض، ويعود سريعًا إلى محكمة أودلي. وفي أثناء وجوده هناك، يتحدث روبرت مع السيد داوسون ويتلقى وصفًا موجزًا لكل ما هو معروف عن خلفية لوسي. سمع أن لوسي كانت تعمل لدى السيدة فينسينت في مدرستها منذ عام 1852. وللتحقق من هذا الادعاء، يتعقب روبرت السيدة فينسينت، التي تختبئ بسبب الديون. وفقًا للسيدة تونكس، وهي معلمة في مدرسة السيدة فينسينت، وصلت لوسي إلى المدرسة في أغسطس 1854 وكانت متكتمة بشأن ماضيها. تُعطي الآنسة تونكس لروبرت صندوق سفر كان ملكًا للوسي. عند فحص الملصقات الموجودة على الصندوق، اكتشف روبرت اسم لوسي جراهام واسم هيلين تالبويز.
يدرك روبرت أن هيلين تالبويز زورت وفاتها قبل إنشاء هويتها الجديدة. عندما يواجه روبرت لوسي، تخبره أنه ليس لديه أي دليل. ويغادر للبحث عن المزيد من الأدلة، ويتوجه إلى Castle Inn، الذي يديره لوك ماركس. خلال الليل، تجبر لوسي زوجة لوك، فيبي، على السماح لها بالدخول إلى النزل، ثم تشعل لوسي النار في المكان لقتل روبرت. ومع ذلك، ينجو روبرت ويعود إلى محكمة أودلي ويواجه لوسي مرة أخرى. هذه المرة، تقول إنها مجنونة وتعترف بقصة حياتها لروبرت والسير مايكل، مدعية أن جورج تخلى عنها في البداية ولم يكن أمامها خيار سوى التخلي عن حياتها القديمة وطفلها للعثور على زوج آخر أكثر ثراءً.
السير مايكل غير سعيد ويغادر مع أليسيا للسفر عبر أوروبا. يدعو روبرت الدكتور موسجريف لإصدار حكم أكثر ذكاءً بشأن عقل لوسي، ويعلن أنها في الواقع ضحية للجنون الكامن، الذي يسيطر عليها في أوقات التوتر ويجعلها خطيرة جدًا على أي شخص. تدخل لوسي، تحت اسم السيدة تايلور، مؤسسة عقلية تقع في مكان ما في بلجيكا على طول الطريق بين بروكسل وباريس. أثناء احتجازها، تعترف لوسي لروبرت بأنها قتلت جورج بدفعه إلى أسفل بئر مهجور في حديقة أودلي كورت.
روبرت يحزن على صديقه جورج حتى يتصل به لوك ماركس المحتضر. قبل أن يستسلم للإصابات التي تعرض لها في الحريق، يخبر لوك روبرت أن جورج نجا من محاولة قتل السيدة أودلي. ثم ساعد لوك جورج على الهروب، وكان جورج ينوي العودة إلى أستراليا. يشعر روبرت بفرحة غامرة، ويطلب من كلارا الزواج منه والذهاب معه إلى أستراليا للبحث عن جورج. وافقت كلارا، ولكن قبل انطلاقهما، عاد جورج وكشف أنه زار نيويورك في الواقع. تنتهي القصة بوفاة لوسي في الخارج، وزواج كلارا وروبرت بسعادة وعيشهما في كوخ ريفي مع جورج وابنه. تتزوج ابنة عم روبرت السابقة أليشيا من خطيبها الذي رفضته سابقًا، السير هاري تاورز، وتُترك محكمة أودلي مهجورة مع كل ذكرياتها الحزينة.

## التحليل
تلعب رواية سر السيدة أودلي على مخاوف العصر الفيكتوري فيما يتعلق بالمجال المنزلي. كان من المفترض أن يكون المنزل ملجأ من مخاطر العالم الخارجي، ولكن في الرواية، تبين أن السيدة المنزلية المثالية على ما يبدو هي مجرمة عنيفة لم تحاول ارتكاب جريمة قتل فحسب، بل ارتكبت أيضًا تعدد الزيجات وتخلت عن طفلها. أثار هذا قلق القراء في العصر الفيكتوري لأنه أشار إلى أن مفهومي "السيدة/الأم المثالية" و"النعيم المنزلي" كانا أكثر مثالية من الواقعية. علاوة على ذلك، تتزايد المخاوف بشأن التوسع الحضري المتزايد في بريطانيا؛ حيث تمنح المدينة السيدة أودلي القدرة على تغيير هويتها لأن ذلك يجعل مواطنيها مجهولين بشكل فعال. لم تعد بلدة أودلي الصغيرة ملجأ حيث يعرف الجميع قصة حياة كل جار؛ يجب على سكان أودلي قبول رواية لوسي جراهام عن نفسها لأنهم لا يملكون أي معلومات أخرى عن ماضيها. وتظهر مخاوف أخرى بشأن الهوية غير المستقرة في جميع أنحاء الرواية: فخادمة السيدة أودلي، فيبي، تشبه السيدة أودلي، وبالتالي تنفي فكرة التمييز الجسدي بين الطبقات العليا والدنيا وبالتالي أي تفوق متأصل للأولى.
علاوة على ذلك، فإن رواية سر السيدة أودلي هي قصة عن الجنس والطبقة، وتشير الحراك الاجتماعي غير المقبول للسيدة أودلي إلى تهديد لنموذج الطبقة الاجتماعية. والجنون أيضاً قضية أساسية. غالبًا ما تتحدث السيدة أودلي وآخرون عن معنى هذه الكلمة، لكن العديد من القراء يعتقدون أن السيدة أودلي ليست مجنونة. في الواقع، يرى العديد من النقاد أن خداع السيدة أودلي هو عمل نسوي تتولى فيه المرأة السيطرة على اتجاه حياتها الخاصة.
تعكس الرواية العديد من نفس المواضيع من قضية كونستانس كينت الحقيقية في يونيو 1860. صدر الجزء الأول من سر السيدة أودلي بعد عام واحد تقريبًا من جريمة قتل كينت.
الرواية، مثل القضية الحقيقية، تضمنت زوجة أب ومربية سابقة، وجريمة قتل غامضة ووحشية في قصر ريفي، وجثة ملقاة في بئر، وشخصيات مفتونة بالجنون. يمكن رؤية كونستانس كينت في العديد من الشخصيات النسائية في الرواية: القاتلة ليدي أودلي، والفتاة الصبيانية أليشيا أودلي، وفيبي ماركس المقيدة، وكلارا تالبويز الوحيدة.  يمكن رؤية جاك ويتشر ، المحقق ومحقق القضية، في شخصية روبرت أودلي.

## في الثقافة الشعبية
تشارك قصةسر السيدة أودلي في حبكة فرعية من كتاب بيتسي وتاسي يذهبان إلى وسط المدينة، وهو الكتاب الرابع في سلسلة Betsy-Tacy بقلم Maud Hart Lovelace . لقد قرأت بيتسي هذا الكتاب وكتبًا أخرى من نفس النوع، وتطمح إلى كتابة أعمال مماثلة.